# تشاه كور
تشاه كور (بالإنجليزية: Chahkowr)‏ هي منطقة سكنية في محافظة فارس إيران التابعة لبلدة أشكنان مقاطعة لامرد.

## السكان
تقع هذه القرية في قسم خيركو وحسب احصاءات سنة 2016 كان عدد سكانها 1067 نمسة يعيشون في 279 مسكن.